# Eugenia Scabini
Eugenia Scabini (Milano, 27 settembre 1939) è una psicologa italiana.

## Biografia e carriera
Laureatasi con lode in filosofia nel 1962 presso l'Università Cattolica del Sacro Cuore di Milano, con una tesi su Paul Tillich, si specializza in psicologia sociale nel 1967 presso lo stesso ateneo.
Tiene, per incarico, gli insegnamenti di psicologia e psicologia sociale presso la facoltà di lettere e filosofia dell'Università degli Studi di Torino, dal 1973 al 1980, anno in cui diviene straordinaria di psicologia sociale presso la medesima facoltà.
Nel 1982, consegue l'ordinariato in psicologia sociale della famiglia dapprima presso la Facoltà di Lettere e Filosofia dell'Università Cattolica del Sacro Cuore di Milano, quindi alla Facoltà di Scienze della formazione e, infine, alla Facoltà di Psicologia della stessa università, fino al 2011, quando viene collocata a riposo.
È stata direttrice del Centro Studi e Ricerche sulla Famiglia dell'Università Cattolica di Milano dal 1979 al 2011, oggi Centro di Ateneo Studi e Ricerche sulla Famiglia e direttore, dal 1992 al 2011 del Laboratorio Sperimentale di Ricerche Psicologiche del Centro Auxologico Italiano.
Socia di molte associazioni scientifiche di ricerca, nonché membro di numerose istituzioni accademiche, sia italiane che straniere, ha assunto notevoli incarichi organizzativi ed impegni direttivi in vari enti di cura e di ricerca, pubblici e privati, operanti tanto in ambito psicologico quanto in quello socio-assistenziale.
È autrice di più di 200 pubblicazioni, su riviste scientifiche nazionali ed internazionali, e di una ventina di volumi. Ha inoltre ricevuto diversi premi e riconoscimenti.
Nel corso della sua lunga carriera accademica, i suoi principali interessi di ricerca hanno riguardato, a vario titolo, la percezione interpersonale, la psicoanalisi, l'interazione e il conflitto, le varie teorie della psicologia della famiglia, le relazioni intergenerazionali e il funzionamento familiare, i processi di transizione all'età adulta, quindi l'adolescenza e i comportamenti a rischio, l'autoefficacia ed il comportamento prosocialee nei loro rapporti con le relazioni familiari.
Come il sociologo Pierpaolo Donati, ha concentrato buona parte della sua attività di studio e di ricerca sul precipuo ed imprescindibile ruolo svolto dalla famiglia (tradizionale) all'interno di ogni forma sociale di vita collettiva organizzata.
Nel 2007 la Pontificia Università Lateranense le conferisce il dottorato di ricerca honoris causa in studi su patrimonio e famiglia.

## Opere principali
- Ideazione e psicoanalisi, Feltrinelli, Milano, 1973.
- Teorie in psicologia sociale (con G. Trentini), Vita e Pensiero, Milano, 1977.
- Psicologia sociale, Bollati Boringhieri, Torino, 1982.
- (a cura di) L'organizzazione della famiglia, fra crisi e sviluppo, Feltrinelli, Milano, 1985 (con successive edizioni).
- (a cura di) La famiglia in una società multietnica (con P. Donati), Vita e Pensiero, Milano, 1993.
- (a cura di) Tempo e transizioni familiari (con P. Donati), Vita e Pensiero, Milano, 1994.
- Psicologia sociale della famiglia. Sviluppo dei legami e trasformazioni sociali, Bollati Boringhieri, Torino, 1995.
- Il famigliare. Legami, simboli e transizioni (con V. Cigoli), Raffaello Cortina Editore, Milano, 2000.
- Psicologia dei legami familiari (con R. Iafrate), Società editrice il Mulino, Bologna, 2003 (nuova edizione, 2019).
- Giovani volontari. Impegnarsi, crescere e far crescere (con E. Marta), Giunti, Firenze, 2003.
- Alla ricerca del famigliare. Il modello relazionale-simbolico (con V. Cigoli), Raffaello Cortina Editore, Milano, 2012.